# Franz Xaver Süssmayr
Franz Xaver Süssmayr (Schwanenstadt, Distrito de Vöcklabruck, Austria, 1766 - Viena, íd., 17 de septiembre de 1803) fue un compositor y director de música clásica, discípulo de Wolfgang Amadeus Mozart. Ha pasado a la historia por haber completado el Réquiem (KV 626) de su maestro.

## Vida y obra
Nació en Schwanenstadt, Austria, y era hijo de un sacristán y de una maestra. Su madre murió cuando él tenía apenas 6 años, y él dejó su hogar a los 13 años. Fue estudiante y cantor en un monasterio benedictino (1779-1787) en Kremsmünster. Al cambiar su voz en la pubertad, se hizo miembro de la orquesta como violinista.
Desde que llegó a Viena en 1788, estuvo íntimamente ligado a Mozart. Fue también alumno de otro compositor destacado del momento, Antonio Salieri. Junto con Joseph Eybler, entró a formar parte del selecto grupo de alumnos que tenía Mozart, lo cual sucedió aproximadamente al año y medio de su llegada a la gran ciudad. Aunque su composición más conocida fue la finalización del Réquiem, cuenta con sus propias obras. Entre la música religiosa de su autoría destacan misas y oratorios. Algunas obras debidas a él son Die Liebe für den König (1785), Moses (1792), Il turco in Italia (1794), Der Spiegel von Arkadien (1794), Soliman der Zweite (1799) Das Hausgesinde (1802) y el Ave Maria (1792).
De su relación musical con Mozart, destaca más la composición de todos los recitativos secco de La clemenza di Tito (1791) que la propia conclusión del Réquiem. Después de la muerte de Mozart, fue nombrado director de un teatro en Viena, entre 1792 y 1794. En ese año pasó a ser segundo director del teatro de la Corte.
El nombre de Süssmayr no estaba relacionado con Mozart únicamente en el aspecto musical. Llegó a ser parte de su familia, estando estrechamente vinculado a su maestro como adlátere, o asistente. En las cartas que Mozart escribía a su mujer Constanze cuando ésta estaba recuperándose en un balneario, se muestra que era Süssmayr quien la acompañaba en su recuperación, y no el propio Mozart, que está trabajando en Viena para intentar salir de la pobreza que cada día se apoderaba más de ellos. El trato que recibía el pupilo, a raíz de lo visto en las cartas era de total confianza, gastándose bromas continuamente. Süssmayr aparece generalmente citado en las cartas diarias de Mozart, a veces únicamente para ser objeto de broma, para encargos o dar recuerdos. 

### Réquiemde Mozart
La finalización de la obra inacabada más famosa de su maestro, el Réquiem, ha eclipsado al resto de sus obras. Acompañó a su maestro casi hasta su lecho de muerte con la partitura en la mano (no fue Salieri, como muestra la película Amadeus, de Miloš Forman, por su mayor atractivo para el cine), recogiendo las indicaciones del compositor, realizando ensayos in situ hasta el último momento. Mozart era consciente de que estaba llegando al final de su vida y creía estar haciendo un réquiem para sí mismo, por lo que se preocupó de dejar al menos los esbozos generales de lo que no podía finalizar: orquestaciones, algunas melodías y recursos que quería destacar en su última obra. Fue Süssmayr quien tomó nota de todas las peticiones que Mozart quería para su Misa de Difuntos.
Sin embargo, no fue el primer encargado de terminar la obra incompleta. Constanze, inmersa en grave penuria económica, pasó la partitura al otro alumno de confianza de su difunto marido, Joseph Eybler, para que la acabara. Eybler trabajó durante un tiempo en la partitura (se precisa hasta el Domine Jesu Christe), hasta que se vio desbordado por la idea de la imposibilidad de acabar la obra de un genio. Al devolver la partitura a la viuda, ésta decidió pasársela entonces a Süssmayr, que aceptó el encargo. Trabajó sobre los esbozos que había dejado Mozart y sobre anotaciones que había realizado Eybler. También se sirvió de otras obras de su maestro para intentar imprimir su toque característico a su última obra. No obstante, Süssmayr completó de su puño y letra el Sanctus, Benedictus y el Agnus Dei. En esas partes, no está muy claro qué fue escrito por Mozart y qué por el propio Süssmayr. Por ello, ha habido ediciones posteriores que han intentado resolver este problema, por ejemplo, la de Franz Beyer en 1971.